# Fabiána
A Fabiána női név a Fábián férfinév női párja.

## Rokon nevek
- Fabióla:[1] a Fábián név rokonának, a Fábiusz névnek a női párjából (Fabia) továbbképzett név.[2]

## Gyakorisága
Az 1990-es években a Fabiána és a Fabióla szórványos név, a 2000-es években nem szerepelnek a 100 leggyakoribb női név között.

## Névnap
Fabiána
- január 20.[2]
- június 20.[2]

Fabióla
- ajánlott névnap: december 27.[2]

## Híres Fabiánák,  Fabiólák
- Fabiola belga királyné
- Fabiola Zuluaga kolumbiai teniszezőnő
- Fabiola da Silva brazil görkorcsolyázónő